# Code de l'action sociale et des familles
Pour les autres articles nationaux ou selon les autres juridictions, voir Code de la famille.
Lire en ligne

lire en ligne sur Légifrance

Code de la famille et de l'aide sociale (ancien nom mais certains articles maintenus)
Le Code de l'action sociale et des familles (parfois abrégé en CASF), anciennement Code de la famille et de l'aide sociale, communément Code de la famille, est, en France, un ensemble de dispositions législatives et réglementaires sur l'action sociale et la famille.
Ce code organise pour une grande part la solidarité républicaine  en direction de l'ensemble des familles, quelles qu'en soient leur situation et composition.

## Historique
Peu avant la Seconde Guerre mondiale, le décret-loi du 29 juillet 1939 relatif à la famille et à la natalité française, communément appelé Code de la famille, tente d'encourager le repeuplement de la France. Pour cela, il aggrave les peines sanctionnant l'avortement et institue une prime à la naissance du premier enfant si elle survient dans les deux ans du mariage.
En 1956, le Code de la famille et de l'aide sociale est créé. Il prend son nom actuel en 2000.
Ce code « de la famille » réglemente tout ce qui touche à la famille, dont les aides sociales aux personnes.
Le nouveau code, reprend l'essentiel des textes du précédent code, mais les présente dans un ordre différent.
La famille est traitée dans le livre II « Formes d'aide » au même titre que l'enfance, les personnes âgées, les personnes handicapées, la pauvreté et les exclusions.
Le Livre III est consacré au droit des institutions sociales et médico-sociales c'est-à-dire au régime juridique spécifique applicable aux établissements et services sociaux et médico-sociaux (ESSMS).

## Contenu du code
Le code de l'action sociale et des familles contient les livres suivants :
- Livre I : Dispositions générales
  - Titre I : Principes généraux
  - Titre II : Compétences
  - Titre III : Procédures
  - Titre IV : Institutions
- Livre II : Différentes formes d’aide et d’action sociale
  - Titre I : Famille
  - Titre II : Enfance (dont le chapitre V sur l'adoption)[5]
  - Titre III : Personnes âgées
  - Titre IV : Personnes handicapées
  - Titre V : Personnes non bénéficiaires de la couverture maladie universelle
  - Titre VI : Lutte contre la pauvreté et les exclusions
- Livre III : Action sociale et médico-sociale mise en œuvre par des établissements et des services
  - Titre I : Établissements et services soumis à autorisation
  - Titre II : Établissements soumis à déclaration
  - Titre III : Dispositions communes aux établissements soumis à autorisation et à déclaration
  - Titre IV : Dispositions spécifiques à certaines catégories d’établissements
  - Titre V : Contentieux de la tarification sanitaire et sociale
- Livre IV : Professions et activités d’accueil
  - Titre I : Assistants de service social
  - Titre II : Assistants maternels et assistants familiaux
  - Titre IV : Particuliers accueillant des personnes âgées ou handicapées
  - Titre V : Formation des travailleurs sociaux
- Livre V : Dispositions particulières applicables à certaines parties du territoire

## Parties prenantes
Les Parties prenantes sont les suivantes :
Personnes concernées : 
- Familles ;
- Personnes âgées ;
- Personnes handicapées ;
- Personnes exclues ;
- Personnes immigrées ou issues de l'immigration.

Associations :
- Associations familiales ;
- Service de l'aide sociale à l'enfance ;
- etc.

Administrations :
- État (Administration centrale et services déconcentrés) ;
- Conseils généraux ;
- organismes de sécurité sociale.

## Pour approfondir